# Хайнрих XX Ройс-Кьостриц
Хайнрих XX Ройс-Кьостриц (на немски: Heinrich XX Prinz Reuss zu Köstritz, Freiherr von Reichenfels; * 17 юли 1852 в Лайпциг; † 3 септември 1884 в Бойтсфорт близо до Брюксел, Белгия) е принц от Ройс-Кьостриц от Ройс млада линия, фрайхер фон Райхенфелс в Тюрингия.
Той е третият син на княз Хайнрих II Ройс-Кьостриц (1803 – 1852) и съпругата му графиня Клотилда Шарлота София фон Кастел-Кастел (1821 – 1860), дъщеря на граф Фридрих Лудвиг Хайнрих фон Кастел-Кастел (1791 – 1875) и принцеса Емилия Фридерика Кристиана фон Хоенлое-Лангенбург (1793 – 1859).
Брат е на пруския генерал княз Хайнрих XVIII Ройс-Кьостриц (1847 – 1911) и принц Хайнрих XIX Ройс-Кьостриц (1848 – 1904).
Хайнрих XX се отказва на 15 ноември 1879 г. от титлата си принц и взема титлата фрайхер фон Райхенфелс. Замъкът Райхенфелс е купен през 1703 г. от граф Хайнрих XXIV фон Ройс-Кьостриц (1681 – 1748).
Хайнрих XX умира на 32 години на 3 септември 1884 г. в Бойтсфорт близо до Брюксел.

## Фамилия
Хайнрих XX Ройс-Кьостриц се жени на 17 август 1879 г. в Хелголанд за Клотилда Ру (* 15 октомври 1857, Парлж; † 18 ноември 1928, Икселес, Белгия), дъщеря на Жан Йозеф Ру и Антоанета Фортуне Лоасет. Те имат три деца с титлата фрайхер на Райхенфелс:
- Клотилда (*/† 31 август 1880)
- Агнес Шарлота фон Райхенфелс (* 11 октомври 1881; † 26 септември 1957), омъжена I. в Икселес на 3 май 1919 г. за Шарлес Годтс (* 17 януари 1887; † 14 септември 1929), II. на 7 ноември 1931 г. за Феликс Денил (* 22 февруари 1870; † 18 януари 1939)
- Хайнрих Мари Фридрих фон Райхенфелс (* 30 март 1883; † 5 януари 1941, Монтреал, Канада)